# Thymoites sarasota
Thymoites sarasota es una especie de araña araneomorfa del género Thymoites, familia Theridiidae. Fue descrita científicamente por Levi en 1957.
Habita en los Estados Unidos.